# Relations entre la Dominique et l'Union européenne
Les relations entre la Dominique et l’Union européenne sont à la fois bilatérales et multilatérales (dans le cadre du CELAC et du CARICOM). De plus, la Dominique fait partie des pays ACP (et donc de l'accord de Cotonou).

## Sources

## Compléments